# 일렉트로큐셔너
일렉트로큐셔너(The Electrocutioner)는 DC 코믹스의 슈퍼빌런으로, 배트맨의 적이다. 1981년 처음 등장했으나 당시 뚜렷한 캐릭터가 없다.

## 능력
일렉트로큐셔너는 전자 회로를 조종할 수 있는 특수 제작 코스튬을 입고 있다.

## 다른 매체에서의 모습

### TV 드라마
- 《고담》에서는 1시즌에만 등장했으며, 크리스토퍼 헤이어달이 연기했다.